# Przywódcy państw i terytoriów zależnych w 2019
Przywódcy państw i terytoriów zależnych w 2019 – lista przywódców państw i terytoriów zależnych w roku 2019.

## Afryka
- Algieria
  - Prezydent – 
    1. Abd al-Aziz Buteflika, Prezydenci Algierii (1999–2019)
    2. Abd al-Madżid Tabbun, Prezydenci Algierii (od 2019)

  - Premier – 
    1. Ahmad Ujahja, Premierzy Algierii (2017–2019)
    2. Abd al-Aziz Dżarad, Premierzy Algierii (2019–2021)

- Angola
  - Prezydent – João Lourenço, Prezydenci Angoli (od 2017)

- Benin
  - Prezydent – Patrice Talon, Prezydenci Beninu (od 2016)

- Botswana
  - Prezydent –
    1. Seretse Ian Khama, Prezydenci Botswany (2008–2018)
    2. Mokgweetsi Masisi, Prezydenci Botswany (od 2018)

- Brytyjskie Terytorium Oceanu Indyjskiego (terytorium zamorskie Wielkiej Brytanii)
  - Komisarz – Ben Merrick, Komisarze Brytyjskiego Terytorium Oceanu Indyjskiego (od 2017)
  - Administrator – Linsey Billing, Administratorzy Brytyjskiego Terytorium Oceanu Indyjskiego (od 2017)

- Burkina Faso
  - Prezydent – Roch Marc Christian Kaboré, Prezydenci Burkina Faso (2015–2022)
  - Premier – 
    1. Paul Kaba Thieba, Premierzy Burkina Faso (2016–2019)
    2. Christophe Joseph Marie Dabiré, Premierzy Burkina Faso (2019–2021)

- Burundi
  - Prezydent – Pierre Nkurunziza, Prezydenci Burundi (2005–2020)

- Czad
  - Prezydent – Idriss Déby, Prezydenci Czadu (1990–2021)
  - Premier – Albert Pahimi Padacké, Premierzy Czadu (2016–2018)

- Demokratyczna Republika Konga
  - Prezydent – 
    1. Joseph Kabila, Prezydenci Demokratycznej Republiki Konga (2001–2019)
    2. Félix Tshisekedi, Prezydenci Demokratycznej Republiki Konga (od 2019)

  - Premier – 
    1. Bruno Tshibala, Premierzy Demokratycznej Republiki Konga (2017–2019)
    2. Sylvestre Ilunga, Premierzy Demokratycznej Republiki Konga (2019–2021)

- Dżibuti
  - Prezydent – Ismail Omar Guelleh, Prezydenci Dżibuti (od 1999)
  - Premier – Abdoulkader Kamil Mohamed, Premierzy Dżibuti (od 2013)

- Egipt
  - Prezydent – Abd al-Fattah as-Sisi, Prezydenci Egiptu (od 2014)
  - Premier – Mustafa Madbuli, Premierzy Egiptu (od 2018)

- Erytrea
  - Prezydent – Isajas Afewerki, Prezydenci Erytrei (od 1993)

- Eswatini
  - Król – Mswati III, Królowie Eswatini (od 1986)
  - Premier – Ambrose Mandvulo Dlamini, Premierzy Eswatini (2018–2020)

- Etiopia
  - Prezydent – Sahle-Work Zewde, Prezydenci Etiopii (od 2018)
  - Premier – Abiy Ahmed Ali, Premierzy Etiopii (od 2018)

- Gabon
  - Prezydent – Ali Bongo Ondimba, Prezydenci Gabonu (od 2009)
  - Premier – 
    1. Emmanuel Issoze-Ngondet, Premierzy Gabonu (2016–2019)
    2. Julien Nkoghe Bekale, Premierzy Gabonu (2019–2020)

- Gambia
  - Prezydent – Adama Barrow, Prezydenci Gambii (od 2017)

- Ghana
  - Prezydent – Nana Akufo-Addo, Prezydenci Ghany (od 2017)

- Gwinea
  - Prezydent – Alpha Condé, Prezydenci Gwinei (2010–2021)
  - Premier –
    1. Mamady Youla, Premierzy Gwinei (2015–2018)
    2. Ibrahima Kassory Fofana, Premierzy Gwinei (2018–2021)

- Gwinea Bissau
  - Prezydent – José Mário Vaz, Prezydenci Gwinei Bissau (2014–2020)
  - Premier –
    1. Aristides Gomes, Premierzy Gwinei Bissau (2018–2019)
    2. Faustino Imbali, Premierzy Gwinei Bissau (2019)
    3. Aristides Gomes, Premierzy Gwinei Bissau (2019–2020)

- Gwinea Równikowa
  - Prezydent – Teodoro Obiang Nguema Mbasogo, Prezydenci Gwinei Równikowej (od 1979)
  - Premier – Francisco Pascual Obama Asue, Premierzy Gwinei Równikowej (od 2016)

- Kamerun
  - Prezydent – Paul Biya, Prezydenci Kamerunu (od 1982)
  - Premier – 
    1. Philémon Yang, Premierzy Kamerunu (2009–2019)
    2. Joseph Ngute, Premierzy Kamerunu (od 2019)

- Kenia
  - Prezydent – Uhuru Kenyatta, Prezydenci Kenii (od 2013)

- Komory
  - Prezydent – Azali Assoumani, Prezydenci Komorów (od 2016)

- Kongo
  - Prezydent – Denis Sassou-Nguesso, Prezydenci Konga (od 1997)
  - Premier – Clément Mouamba, Premierzy Konga (2016–2021)

- Lesotho
  - Król – Letsie III, Królowie Lesotho (od 1996)
  - Premier – Tom Thabane, Premierzy Lesotho (2017–2020)

- Liberia
  - Prezydent – George Weah, Prezydenci Liberii (od 2018)

- Libia
  - Głowa państwa –
    - Akila Salih Isa, Przewodniczący Izby Reprezentantów (2014–2021) w opozycji do as-Sarradża od 30 marca 2016
    - Fajiz as-Sarradż, Przewodniczący Rady Prezydenckiej (2016–2021) 12 – 30 marca 2016 na emigracji w Tunisie, od 30 marca 2016 w Trypolisie

  - Premier –
    - Abd Allah as-Sani, Premierzy Libii (2014–2021) uznawany przez społeczność międzynarodową do marca 2016
    - Fajiz as-Sarradż, Premierzy Libii (2016–2021) 12 – 30 marca 2016 na emigracji w Tunisie, od 30 marca 2016 w Trypolisie

- Madagaskar
  - Prezydent –
    1. Rivo Rakotovao, p.o. prezydenta Madagaskaru (2018–2019)
    2. Andry Rajoelina, Prezydenci Madagaskaru (od 2019)

- - Premier – Christian Ntsay, Premierzy Madagaskaru (od 2018)

- Majotta (departament zamorski Francji)
  - Prefekt – Dominique Sorain, Prefekci Majotty (od 2018)
  - Szef rządu – Soibahadine Ibrahim Ramadani, Przewodniczący Rady Departamentalnej Majotty (od 2015)

- Malawi
  - Prezydent – Peter Mutharika, Prezydenci Malawi (2014–2020)

- Mali
  - Prezydent – Ibrahim Boubacar Keïta, Prezydenci Mali (2013–2020)
  - Premier – 
    1. Soumeylou Boubèye Maïga, Premierzy Mali (2017–2019)
    2. Boubou Cissé, Premierzy Mali (2019–2020)

- Maroko
  - Król – Muhammad VI, Królowie Maroka (od 1999)
  - Premier – Sad ad-Din al-Usmani, Premierzy Maroka (2017–2021)
  -  Sahara Zachodnia (państwo nieuznawane)
    - Prezydent – Ibrahim Ghali, Prezydenci Sahary Zachodniej (od 2016)
    - Premier – Muhammad Wali Akik, Premierzy Sahary Zachodniej (2018–2020)

- Mauretania
  - Prezydent – 
    1. Muhammad uld Abd al-Aziz, Prezydenci Mauretanii (2009–2019)
    2. Muhammad wuld al-Ghazwani, Prezydenci Mauretanii (od 2019)

  - Premier – 
    1. Mohamed Salem wuld Béchir, Premierzy Mauretanii (2018–2019)
    2. Isma’il wuld Bidda wuld asz-Szajch Sidija, Premierzy Mauretanii (2019–2020)

- Mauritius
  - Prezydent –
    1. Ameenah Gurib-Fakim, Prezydenci Mauritiusa (2015–2018)
    2. Barlen Vyapoory, Prezydenci Mauritiusa (od 2018)

  - Premier – Pravind Jugnauth, Premierzy Mauritiusa (od 2017)

- Mozambik
  - Prezydent – Filipe Nyusi, Prezydenci Mozambiku (od 2015)
  - Premier – Carlos Agostinho do Rosário, Premierzy Mozambiku (od 2015)

- Namibia
  - Prezydent – Hage Geingob, Prezydenci Namibii (od 2015)
  - Premier – Saara Kuugongelwa-Amadhila, Premierzy Namibii (od 2015)

- Niger
  - Prezydent – Mahamadou Issoufou, Prezydenci Nigru (2011–2021)
  - Premier – Brigi Rafini, Premierzy Nigru (2011–2021)

- Nigeria
  - Prezydent – Muhammadu Buhari, Prezydenci Nigerii (2015–2023)

- Południowa Afryka
  - Prezydent – Cyril Ramaphosa, Prezydenci Południowej Afryki (od 2018)

- Republika Środkowoafrykańska
  - Prezydent – Faustin-Archange Touadéra, Prezydenci Republiki Środkowoafrykańskiej (od 2016)
  - Premier – 
    1. Simplice Sarandji, Premierzy Republiki Środkowoafrykańskiej (2016–2019)
    2. Firmin Ngrébada, Premierzy Republiki Środkowoafrykańskiej (2019–2021)

- Republika Zielonego Przylądka
  - Prezydent – Jorge Carlos Fonseca, Prezydenci Republiki Zielonego Przylądka (2011–2021)
  - Premier – Ulisses Correia e Silva, Premierzy Republiki Zielonego Przylądka (od 2016)

- Reunion (departament zamorski Francji)
  - Prefekt – Amaury de Saint-Quentin, Prefekci Reunionu (od 2017)
  - Przewodniczący Rady Departamentalnej – Nassimah Dindar, Przewodniczący Rady Departamentalnej (od 2015)
  - Przewodniczący Rady Regionalnej – Didier Robert, Przewodniczący Rady Regionalnej Reunionu (od 2010)

- Rwanda
  - Prezydent – Paul Kagame, Prezydenci Rwandy (od 2000)
  - Premier – Édouard Ngirente, Premierzy Rwandy (od 2017)

- Senegal
  - Prezydent – Macky Sall, Prezydenci Senegalu (od 2012)
  - Premier – Mohamed Dionne, Premierzy Senegalu (2014–2019)

- Seszele
  - Prezydent – Danny Faure, Prezydenci Seszeli (od 2016)

- Sierra Leone
  - Prezydent –
    1. Ernest Bai Koroma, Prezydenci Sierra Leone (2007–2018)
    2. Julius Maada Bio, Prezydenci Sierra Leone (od 2018)

  - Premier – David J. Francis, Premierzy Sierra Leone (2018–2021)

- Somalia
  - Prezydent – Mohamed Abdullahi Mohamed, Prezydenci Somalii (od 2017)
  - Premier – Hassan Ali Khayre, Premierzy Somalii (od 2017)
  -  Somaliland (państwo nieuznawane)
    - Prezydent – Muse Bihi Abdi, Prezydenci Somalilandu (od 2017)

  -  Puntland (autonomiczna republika w ramach Somalii)
    - Prezydent –

    1. Abdiweli Mohamed Ali, Prezydenci Puntlandu (2014–2019)
    2. Said Abdullahi Deni, Prezydenci Puntlandu (od 2019)

  -  Galmudug (autonomiczna republika w ramach Somalii)
    - Prezydent – Ahmed Duale Gelle, Prezydenci Galmudugu (od 2017)

- Sudan
  - Prezydent – Umar al-Baszir, Prezydenci Sudanu (1989–2019)
  - Przewodniczący Tymczasowej Rady Wojskowej – 
    1. Ahmad Awad ibn Auf, Przewodniczący Tymczasowej Rady Wojskowej Sudanu (2019)
    2. Abd al-Fattah Abd ar-Rahman al-Burhan, Przewodniczący Tymczasowej Rady Wojskowej Sudanu (2019)

  - Przewodniczący Rady Suwerennej – Abd al-Fattah Abd ar-Rahman al-Burhan, Przewodniczący Rady Suwerennej Sudanu (od 2019)
  - Premier – 
    1. Mutazz Musa, Premierzy Sudanu (2018–2019)
    2. Muhammad Tahir Ajala, Premierzy Sudanu (2019)
    3. Abd Allah Hamduk, Premierzy Sudanu (2019–2021)

- Sudan Południowy
  - Prezydent – Salva Kiir Mayardit, Prezydenci Sudanu Południowego (od 2005)

- Tanzania
  - Prezydent – John Magufuli, Prezydenci Tanzanii (2015–2021)
  - Premier – Kassim Majaliwa, Premierzy Tanzanii (od 2015)

- Togo
  - Prezydent – Faure Gnassingbé, Prezydenci Togo (od 2005)
  - Premier – Komi Sélom Klassou, Premierzy Togo (2015–2020)

- Tunezja
  - Prezydent – 
    1. Al-Badżi Ka’id as-Sibsi, prezydenci Tunezji (2014–2019)
    2. Muhammad an-Nasir, P.o. prezydenta Tunezji (2019)
    3. Kajs Su’ajjid, prezydenci Tunezji (od 2019)

  - Premier – Jusuf asz-Szahid, Premierzy Tunezji (2016–2020)

- Uganda
  - Prezydent – Yoweri Museveni, Prezydenci Ugandy (od 1986)
  - Premier – Ruhakana Rugunda, Premierzy Ugandy (2014–2021)

- Wybrzeże Kości Słoniowej
  - Prezydent – Alassane Ouattara, Prezydenci Wybrzeża Kości Słoniowej (od 2010)
  - Premier – Amadou Gon Coulibaly, Premierzy Wybrzeża Kości Słoniowej (2017–2020)

- Wyspa Świętej Heleny, Wyspa Wniebowstąpienia i Tristan da Cunha (terytorium zamorskie Wielkiej Brytanii)
  - Gubernator – Lisa Phillips (od 24 II jako Lisa Honan), Gubernatorzy Wyspy Świętej Heleny, Wyspy Wniebowstąpienia i Tristan da Cunha (2016–2019)

- Wyspy Świętego Tomasza i Książęca
  - Prezydent – Evaristo Carvalho, Prezydenci Wysp Świętego Tomasza i Książęcej (2016–2021)
  - Premier – Jorge Bom Jesus, Premierzy Wysp Świętego Tomasza i Książęcej (od 2018)

- Zambia
  - Prezydent – Edgar Lungu, Prezydenci Zambii (2015–2021)

- Zimbabwe
  - Prezydent – Emmerson Mnangagwa, Prezydenci Zimbabwe (od 2017)

## Azja
- Afganistan
  - Prezydent – Aszraf Ghani, Prezydenci Afganistanu (2014–2021)
  - Szef rządu – Abdullah Abdullah, Szefowie rządu Afganistanu (2014–2020)

- Akrotiri (brytyjska suwerenna baza wojskowa w południowej części Cypru)
  - Administrator – Michael Wigston, Administratorzy Akrotiri i Dhekelii (od 2015)

- Arabia Saudyjska
  - Król – Salman ibn Abd al-Aziz Al Su’ud, Królowie Arabii Saudyjskiej (od 2015)

- Armenia
  - Prezydent – Armen Sarkisjan, Prezydenci Armenii (od 2018)
  - Premier – Nikol Paszinian, Premierzy Armenii (od 2018)

- Azerbejdżan
  - Prezydent – İlham Əliyev, Prezydenci Azerbejdżanu (od 2003)
  - Premier –
    1. Novruz Məmmədov, Premierzy Azerbejdżanu (2018–2019)
    2. Əli Əsədov, Premierzy Azerbejdżanu (od 2019)

- -  Górski Karabach (państwo nieuznawane)
    - Prezydent – Bako Sahakian, Prezydenci Górskiego Karabachu (2007–2020)
    - Minister stanu – Grigori Martirosjan, Ministrowie stanu Górskiego Karabachu (od 2018)

- Bahrajn
  - Król – Hamad ibn Isa Al Chalifa, Królowie Bahrajnu (od 1999)
  - Premier – Chalifa ibn Salman Al Chalifa, Premier Bahrajnu (1971–2020)

- Bangladesz
  - Prezydent – Abdul Hamid, Prezydenci Bangladeszu (od 2013)
  - Premier – Sheikh Hasina Wajed, Premierzy Bangladeszu (od 2009)

- Bhutan
  - Król – Jigme Khesar Namgyel Wangchuck, Królowie Bhutanu (od 2006)
  - Premier – Lotay Tshering, Premier Bhutanu (od 2018)

- Brunei
  - Sułtan – Hassanal Bolkiah, Sułtani Brunei (od 1967)

- Chiny
  - Sekretarz generalny KPCh – Xi Jinping, Sekretarze Generalni Komunistycznej Partii Chin (od 2012)
  - Przewodniczący ChRL – Xi Jinping, Przewodniczący Chińskiej Republiki Ludowej (od 2013)
  - Premier – Li Keqiang, Premierzy Chińskiej Republiki Ludowej (od 2013)
  - Przewodniczący CKW KC KPCh – Xi Jinping, Przew. Centralnej Komisji Wojskowej Komitetu Centralnego KPCh (od 2012)

- Cypr
  - Prezydent – Nikos Anastasiadis, Prezydenci Cypru (od 2013)
  -  Cypr Północny (państwo nieuznawane)
    - Prezydent –

    1. Tufan Erhürman, Prezydenci Cypru Północnego (2018–2019)
    2. Ersin Tatar, Prezydenci Cypru Północnego (od 2019)

    - Premier –
      1. Tufan Erhürman, Premierzy Cypru Północnego (2018–2019)
      2. Ersin Tatar, Premierzy Cypru Północnego (2019–2020)

- Dhekelia (brytyjska suwerenna baza wojskowa w południowo-wschodniej części Cypru)
  - Administrator – Michael Wigston, Administratorzy Akrotiri i Dhekelii (od 2015)

- Filipiny
  - Prezydent – Rodrigo Duterte, Prezydenci Filipin (2016–2022)

- Gruzja
  - Prezydent – Salome Zurabiszwili, Prezydenci Gruzji (od 2018)
  - Premier –
    1. Mamuka Bachtadze, Premierzy Gruzji (2018–2019)
    2. Giorgi Gacharia, Premierzy Gruzji (2019–2021)

  -  Abchazja (państwo nieuznawane)
    - Prezydent – Raul Chadżymba, Prezydenci Abchazji (od 2014)
    - Premier – Walerij Bganba, Premierzy Abchazji (2018–2021)

  -  Osetia Południowa (państwo nieuznawane)
    - Prezydent – Anatolij Bibiłow, Prezydenci Osetii Południowej (od 2017)
    - Premier – Erik Puchajew, Premierzy Osetii Południowej (2017–2020)

- Indie
  - Prezydent – Ram Nath Kovind, Prezydenci Indii (od 2017)
  - Premier – Narendra Modi, Premierzy Indii (od 2014)

- Indonezja
  - Prezydent – Joko Widodo, prezydenci Indonezji (od 2014)

- Irak
  - Prezydent – Barham Salih, Prezydenci Iraku (od 2018)
  - Premier – Adil Abd al-Mahdi, Premierzy Iraku (2018–2020)
  -  Państwo Islamskie (państwo nieuznawane) także w Syrii
    - Kalif – Abu Bakr al-Baghdadi, Kalifowie Państwa Islamskiego (2014–2019) do lutego

- Iran
  - Najwyższy przywódca – Ali Chamenei, Najwyżsi przywódcy Iranu (od 1989)
  - Prezydent – Hasan Rouhani, Prezydenci Iranu (2013–2021)

- Izrael
  - Prezydent – Re’uwen Riwlin, Prezydent Izraela (od 2014)
  - Premier – Binjamin Netanjahu, Premierzy Izraela (2009–2021)
  -  Palestyna (państwo nieuznawane)
    - Prezydent – Mahmud Abbas, Prezydenci Autonomii Palestyńskiej (od 2005)
    - Premier –

    1. Rami Hamd Allah, Premierzy Autonomii Palestyńskiej (2013–2019)
    2. Mohammed Sztajeh, Premierzy Autonomii Palestyńskiej (od 2019)

- Japonia
  - Cesarz – 
    1. Akihito, Cesarze Japonii (1989–2019)
    2. Naruhito, Cesarze Japonii (od 2019)

  - Premier – Shinzō Abe, Premierzy Japonii (2012–2020)

- Jemen
  - Prezydent – Abd Rabbuh Mansur Hadi, Prezydenci Jemenu (2012–2015 i ponownie od 2015)
  - Premier – Ma’in Abd al-Malik Sa’id, Premierzy Jemenu (od 2018)
  - Naczelny Komitet Rewolucyjny Jemenu
    - Głowa Państwa –

    1. Salih Ali as-Samad, Przewodniczący Najwyższej Rady Politycznej Jemenu (2016–2018)
    2. Mahdi al-Maszat, Przewodniczący Najwyższej Rady Politycznej Jemenu (od 2018)

    - Premier – Abdel Aziz bin Habtour, Premier Jemenu (od 2016)

- Jordania
  - Król – Abdullah II, Królowie Jordanii (od 1999)
  - Premier – Umar ar-Razzaz, Premierzy Jordanii (2018–2020)

- Kambodża
  - Król – Norodom Sihamoni, Królowie Kambodży (od 2004)
  - Premier – Hun Sen, Premierzy Kambodży (1985–2023)

- Katar
  - Emir – Tamim ibn Hamad Al Sani, Emirowie Kataru (od 2013)
  - Premier – Abd Allah ibn Nasir ibn Chalifa Al Sani, Premierzy Kataru (2013–2020)

- Kazachstan
  - Prezydent – 
    1. Nursułtan Nazarbajew, Prezydenci Kazachstanu (1990–2019)
    2. Kasym-Żomart Tokajew, Prezydenci Kazachstanu (od 2019)

  - Premier – 
    1. Bakytżan Sagintajew, Premierzy Kazachstanu (2016–2019)
    2. Askar Mamin, Premierzy Kazachstanu (od 2019)

- Kirgistan
  - Prezydent – Sooronbaj Dżeenbekow, Prezydenci Kirgistanu (2017–2020)
  - Premier – Muchammedkałyj Abyłgazijew, Premierzy Kirgistanu (2018–2020)

- Korea Południowa
  - Prezydent – Mun Jae-in, Prezydenci Korei Południowej (2017–2022)
  - Premier – Lee Nak-yon, Premierzy Korei Południowej (2017–2020)

- Korea Północna
  - Szef partii komunistycznej – Kim Dzong Un, Pierwszy Sekretarz Partii Pracy Korei (od 2011)
  - Głowa państwa – 
    1. Kim Yŏng Nam, Przewodniczący Prezydium Najwyższego Zgromadzenia Ludowego KRLD (1998–2019)
    2. Ch’oe Ryong Hae, Przewodniczący Prezydium Najwyższego Zgromadzenia Ludowego KRLD (od 2019)

  - Premier – 
    1. Pak Pong Ju, Premierzy Korei Północnej (2013–2019)
    2. Kim Jae-ryong, Premierzy Korei Północnej (2019–2020)

- Kuwejt
  - Emir – Sabah al-Ahmad al-Dżabir as-Sabah, Emirowie Kuwejtu (2006–2020)
  - Premier – 
    1. Dżabir Mubarak al-Hamad as-Sabah, Premierzy Kuwejtu (2011–2019)
    2. Sabah al-Chalid as-Sabah, Premierzy Kuwejtu (od 2019)

- Laos
  - Sekretarz Generalny KC LPL-R – Boungnang Vorachith, Sekretarze Generalni Komitetu Centralnego Laotańskiej Partii Ludowo-Rewolucyjnej (2016–2021)
  - Prezydent – Boungnang Vorachith, Prezydenci Laosu (2016–2021)
  - Premier – Thongloun Sisoulith, Premierzy Laosu (2016–2021)

- Liban
  - Prezydent – Michel Aoun, Prezydenci Libanu (od 2016)
  - Premier – Sad al-Hariri, Premierzy Libanu (2016–2020)

- Malediwy
  - Prezydent – Ibrahim Mohamed Solih, Prezydenci Malediwów (od 2018)

- Malezja
  - Monarcha – 
    1. Muhammad V Faris Petra, Yang di-Pertuan Agong Malezji (2016–2019)
    2. Abdullah, Yang di-Pertuan Agong Malezji (od 2019)

  - Premier – Mahathir bin Mohamad, Premierzy Malezji (2018–2020)

- Mjanma
  - Prezydent – Win Myint, Prezydenci Mjanmy (2018–2021)
  - Premier – Aung San Suu Kyi, Premierzy Mjanmy (2016–2021)

- Mongolia
  - Prezydent – Chaltmaagijn Battulga, Prezydenci Mongolii (2017–2021)
  - Premier – Uchnaagijn Chürelsüch, Premierzy Mongolii (2017–2021)

- Nepal
  - Prezydent – Bidhya Devi Bhandari, Prezydenci Nepalu (od 2015)
  - Premier –
    1. Sher Bahadur Deuba, Premierzy Nepalu (2017–2018)
    2. Khadga Prasad Sharma Oli, Premierzy Nepalu (2018–2021)

- Oman
  - Sułtan – Kabus ibn Sa’id, Sułtani Omanu (1970–2020)

- Pakistan
  - Prezydent – Arif Alvi, Prezydenci Pakistanu (od 2018)
  - Premier – Imran Khan, Premierzy Pakistanu (od 2018)

- Singapur
  - Prezydent – Halimah Yacob, Prezydenci Singapuru (od 2017)
  - Premier – Lee Hsien Loong, Premierzy Singapuru (od 2004)

- Sri Lanka
  - Prezydent – 
    1. Maithripala Sirisena, Prezydenci Sri Lanki (2015–2019)
    2. Gotabaya Rajapaksa, Prezydenci Sri Lanki (od 2019)

  - Premier – 
    1. Ranil Wickremesinghe, Ranil Wickremesinghe (2018–2019)
    2. Mahinda Rajapaksa, Premierzy Sri Lanki (2019–2022)

- Syria
  - Prezydent – Baszszar al-Asad, Prezydenci Syrii (od 2000)
  - Premier – Imad Chamis, Premierzy Syrii (2016–2020)
    -  Syryjska Koalicja Narodowa na rzecz Opozycji i Sił Rewolucyjnych

    1. Prezydent – Abdurrahman Mustafa, Przewodniczący Syryjskiej Koalicji Narodowej na rzecz Opozycji i Sił Rewolucyjnych (2018–2019)
    2. Prezydent – Anas al-Abda, Przewodniczący Syryjskiej Koalicji Narodowej na rzecz Opozycji i Sił Rewolucyjnych (2019–2020)

    -       - Premier –

    1. Dżawad Abu Hatab, Premierzy powstańczej Syryjskiej Koalicji Narodowej (2016–2019)
    2. Abdurrahman Mustafa, Premierzy powstańczej Syryjskiej Koalicji Narodowej (od 2019)

- Tadżykistan
  - Prezydent – Emomali Rahmon, Prezydenci Tadżykistanu (od 1992)
  - Premier – Kohir Rasulzoda, Premierzy Tadżykistanu (od 2013)

- Tajlandia
  - Król – Maha Vajiralongkorn, Królowie Tajlandii (od 2016)
  - Premier – Prayuth Chan-ocha, Premierzy Tajlandii (od 2014) szef Narodowej Rady Pokoju i Utrzymania Porządku

- Tajwan (państwo częściowo uznawane)
  - Prezydent – Tsai Ing-wen, Prezydenci Republiki Chińskiej (od 2016)
  - Premier –
    1. William Lai, Premierzy Republiki Chińskiej (2017–2019)
    2. Su Tseng-chang, Premierzy Republiki Chińskiej (od 2019)

- Timor Wschodni
  - Prezydent – Francisco Guterres, Prezydenci Timoru Wschodniego (od 2017)
  - Premier – Taur Matan Ruak, Premierzy Timoru Wschodniego (od 2018)

- Turcja
  - Prezydent – Recep Tayyip Erdoğan, prezydenci Turcji (od 2014)

- Turkmenistan
  - Prezydent – Gurbanguly Berdimuhamedow, Prezydenci Turkmenistanu (2006–2022)

- Uzbekistan
  - Prezydent – Shavkat Mirziyoyev, Prezydenci Uzbekistanu (od 2016)
  - Premier – Abdulla Aripov, Premierzy Uzbekistanu (od 2016)

- Wietnam
  - Sekretarz Generalny KC KPW – Nguyễn Phú Trọng, Sekretarze Generalni Komitetu Centralnego Komunistycznej Partii Wietnamu (od 2011)
  - Prezydent – Nguyễn Phú Trọng, Prezydenci Wietnamu (2018–2021)
  - Premier – Nguyễn Xuân Phúc, Premierzy Wietnamu (2016–2021)

- Zjednoczone Emiraty Arabskie
  - Prezydent – Chalifa ibn Zajid Al Nahajjan, Prezydenci Zjednoczonych Emiratów Arabskich (2004–2022)
  - Premier – Muhammad ibn Raszid Al Maktum, Premierzy Zjednoczonych Emiratów Arabskich (od 2006)

## Europa
- Albania
  - Prezydent – Ilir Meta, Prezydenci Albanii (2017–2022)
  - Premier – Edi Rama, Premierzy Albanii (od 2013)

- Andora
  - Monarchowie
    - Współksiążę francuski – Emmanuel Macron, Współksiążę francuski Andory (od 2017)
      - Przedstawiciel – Patrick Strzoda (od 2017)

    - Współksiążę episkopalny – Joan Enric Vives Sicília, Współksiążę episkopalny Andory (od 2003)
      - Przedstawiciel – Josep Maria Mauri (od 2012)

  - Premier – 
    1. Antoni Martí, Premierzy Andory (2015–2019)
    2. Xavier Espot Zamora, Premierzy Andory (od 2019)

- Austria
  - Prezydent – Alexander Van der Bellen, Prezydenci Austrii (od 2017)
  - Kanclerz – 
    1. Sebastian Kurz, Kanclerze Austrii (2017–2019)
    2. Hartwig Löger, P.o. kanclerza Austrii (2019)
    3. Brigitte Bierlein, Kanclerze Austrii (2019–2020)

- Belgia
  - Król – Filip I, Królowie Belgów (od 2013)
  - Premier – 
    1. Charles Michel, Premierzy Belgii (2014–2019)
    2. Sophie Wilmès, Premierzy Belgii (2019–2020)

- Białoruś
  - Prezydent – Alaksandr Łukaszenka, Prezydenci Białorusi (od 1994)
  - Premier – Siarhiej Rumas, Premierzy Białorusi (2018–2020)

- Bośnia i Hercegowina
  - Głowa państwa – Prezydium Republiki Bośni i Hercegowiny
    - przedstawiciel Serbów –
      1. Mladen Ivanić (2014–2018)
      2. Milorad Dodik (od 2018), Przewodniczący Prezydium Republiki Bośni i Hercegowiny (2018–2019)

    - przedstawiciel Chorwatów – Željko Komšić, (od 2018), Przewodniczący Prezydium Republiki Bośni i Hercegowiny (2019–2020)
    - przedstawiciel Boszniaków –
      1. Šefik Džaferović (od 2018)

  - Premier – 
    1. Denis Zvizdić, Premierzy Bośni i Hercegowiny (2015–2019)
    2. Zoran Tegeltija, Premierzy Bośni i Hercegowiny (od 2019)

  - Wysoki Przedstawiciel – Valentin Inzko, Wysoki Przedstawiciel dla Bośni i Hercegowiny (2009–2021)

- Bułgaria
  - Prezydent – Rumen Radew, Prezydenci Bułgarii (od 2017)
  - Premier – Bojko Borisow, Premierzy Bułgarii (2017–2021)

- Chorwacja
  - Prezydent – Kolinda Grabar-Kitarović, Prezydenci Chorwacji (2015–2020)
  - Premier – Andrej Plenković, Premierzy Chorwacji (od 2016)

- Czarnogóra
  - Prezydent – Milo Đukanović, Prezydenci Czarnogóry (od 2018)
  - Premier – Duško Marković, Premierzy Czarnogóry (2016–2020)

- Czechy
  - Prezydent – Miloš Zeman, Prezydenci Czech (2013–2023)
  - Premier – Andrej Babiš, Premierzy Czech (2017–2021)

- Dania
  - Król – Małgorzata II, Królowie Danii (1972–2024)
  - Premier – 
    1. Lars Løkke Rasmussen, Premierzy Danii (2015–2019)
    2. Mette Frederiksen, Premierzy Danii (od 2019)

  -  Wyspy Owcze (Autonomiczne terytorium Królestwa Danii)
    - Królewski administrator – Lene Moyell Johansen, Królewscy administratorzy Wysp Owczych (od 2017)
    - Premier – Aksel V. Johannesen, Premierzy Wysp Owczych (od 2015)

- Estonia
  - Prezydent – Kersti Kaljulaid, Prezydenci Estonii (2016–2021)
  - Premier – Jüri Ratas, Premierzy Estonii (2016–2021)

- Finlandia
  - Prezydent – Sauli Niinistö, Prezydenci Finlandii (od 2012)
  - Premier – 
    1. Juha Sipilä, Premierzy Finlandii (2015–2019)
    2. Antti Rinne, Premierzy Finlandii (2019)
    3. Sanna Marin, Premierzy Finlandii (2019–2023)

- Francja
  - Prezydent – Emmanuel Macron, prezydenci Francji (od 2017)
  - Premier – Édouard Philippe, Premierzy Francji (2017–2020)

- Grecja
  - Prezydent – Prokopis Pawlopulos, Prezydenci Grecji (2015–2020)
  - Premier – 
    1. Aleksis Tsipras, Premierzy Grecji (2015–2019)
    2. Kiriakos Mitsotakis, Premierzy Grecji (2019–2023)

- Hiszpania
  - Król – Filip VI, Królowie Hiszpanii (od 2014)
  - Premier – Pedro Sánchez Premierzy Hiszpanii (od 2018)

- Holandia
  - Król – Wilhelm Aleksander, Królowie Niderlandów (od 2013)
  - Premier – Mark Rutte, Premierzy Holandii (od 2010)

- Irlandia
  - Prezydent – Michael D. Higgins, Prezydenci Irlandii (od 2011)
  - Premier – Leo Varadkar, Premierzy Irlandii (2017–2020)

- Islandia
  - Prezydent – Guðni Th. Jóhannesson, Prezydenci Islandii (od 2016)
  - Premier – Katrín Jakobsdóttir, Premierzy Islandii (od 2017)

- Liechtenstein
  - Książę – Jan Adam II, Książęta Liechtensteinu (od 1989)
  - Regent – Alojzy (od 2004)
  - Premier – Adrian Hasler, Premierzy Liechtensteinu (2013–2021)

- Litwa
  - Prezydent – 
    1. Dalia Grybauskaitė, Prezydenci Litwy (2009–2019)
    2. Gitanas Nausėda, Prezydenci Litwy (od 2019)

  - Premier – Saulius Skvernelis, Premierzy Litwy (2016–2020)

- Luksemburg
  - Wielki książę – Henryk, Wielcy książęta Luksemburga (od 2000)
  - Premier – Xavier Bettel, Premierzy Luksemburga (od 2013)

- Łotwa
  - Prezydent – 
    1. Raimonds Vējonis, Prezydenci Łotwy (2015–2019)
    2. Egils Levits, Prezydenci Łotwy (od 2019)

  - Premier – 
    1. Māris Kučinskis, Premierzy Łotwy (2016–2019)
    2. Arturs Krišjānis Kariņš, Premierzy Łotwy (od 2019)

- Macedonia/ Macedonia Północna (zmiana nazwy kraju 12 II)
  - Prezydent – 
    1. Ǵorge Iwanow, Prezydenci Macedonii (2009–2019)
    2. Stewo Pendarowski, Prezydenci Macedonii Północnej (od 2019)

  - Premier – Zoran Zaew, Premierzy Macedonii (od 2017)

- Malta
  - Prezydent – 
    1. Marie-Louise Coleiro Preca, Prezydenci Malty (2014–2019)
    2. George Vella, Prezydenci Malty (od 2019)

  - Premier – Joseph Muscat, Premierzy Malty (2013–2020)

- Mołdawia
  - Prezydent – Igor Dodon, Prezydenci Mołdawii (2016–2020)
  - Premier – 
    1. Pavel Filip, Premierzy Mołdawii (2016–2019)
    2. Maia Sandu, Premierzy Mołdawii (2019)
    3. Ion Chicu, Premierzy Mołdawii (2019–2020)

  -  Naddniestrze (państwo nieuznawane)
    - Prezydent – Wadim Krasnosielski, Prezydenci Naddniestrza (od 2016)
    - Premier – Aleksandr Martynow, Premierzy Naddniestrza (od 2016)

- Monako
  - Książę – Albert II, Książęta Monako (od 2005)
  - Minister stanu – Serge Telle, Ministrowie stanu Monako (2016–2020)

- Niemcy
  - Prezydent – Frank-Walter Steinmeier, prezydenci Niemiec (od 2017)
  - Kanclerz – Angela Merkel, Kanclerze Niemiec (2005–2021)

- Norwegia
  - Król – Harald V, Królowie Norwegii (od 1991)
  - Premier – Erna Solberg, Premierzy Norwegii (2013–2021)

- Polska
  - Prezydent – Andrzej Duda, prezydenci Polski (od 2015)
  - Premier – Mateusz Morawiecki, Premierzy Polski (od 2017)

- Portugalia
  - Prezydent – Marcelo Rebelo de Sousa, Prezydenci Portugalii (od 2016)
  - Premier – António Costa, Premierzy Portugalii (od 2015)

- Rosja
  - Prezydent – Władimir Putin, Prezydenci Rosji (od 2012)
  - Premier – Dmitrij Miedwiediew, Premierzy Rosji (2012–2020)

- Rumunia
  - Prezydent – Klaus Iohannis, Prezydenci Rumunii (od 2014)
  - Premier –
    1. Viorica Dăncilă, Premierzy Rumunii (2018–2019)
    2. Ludovic Orban, Premierzy Rumunii (2019–2020)

- San Marino
  - Kapitanowie regenci – 
    1. Nicola Selva i Michele Muratori, Kapitanowie regenci San Marino (2018–2019)
    2. Luca Boschi i Mariella Mularoni, Kapitanowie regenci San Marino (2019–2020)

  - Szef rządu – Nicola Renzi, Sekretarze Stanu do spraw Politycznych i Zagranicznych San Marino (od 2016)

- Serbia
  - Prezydent – Aleksandar Vučić, Prezydenci Serbii (od 2017)
  - Premier – Ana Brnabić, Premierzy Serbii (od 2017)
  -  Kosowo (państwo częściowo uznawane pod zarządem ONZ)
    - Prezydent – Hashim Thaçi, Prezydenci Kosowa (2016–2020)
    - Premier – Ramush Haradinaj, Premierzy Kosowa (2017–2020)
    - Specjalny Przedstawiciel – Zahir Tanin, Specjalni Przedstawiciele Sekretarza Generalnego ONZ w Kosowie (od 2015)

- Słowacja
  - Prezydent – 
    1. Andrej Kiska, Prezydenci Słowacji (2014–2019)
    2. Zuzana Čaputová, Prezydenci Słowacji (od 2019)

  - Premier – Peter Pellegrini, Premierzy Słowacji (2018–2020)

- Słowenia
  - Prezydent – Borut Pahor, Prezydenci Słowenii (2012–2022)
  - Premier – Marjan Šarec, Premierzy Słowenii (2018–2020)

- Szwajcaria
  - Rada Związkowa – Alain Berset (od 2012), Ignazio Cassis (od 2017), Viola Amherd (od 2019), Ueli Maurer (od 2009, prezydent)), Guy Parmelin (od 2016), Karin Keller-Sutter (od 2019), Simonetta Sommaruga (od 2010)

- Szwecja
  - Król – Karol XVI Gustaw, Królowie Szwecji (od 1973)
  - Premier – Stefan Löfven, Premierzy Szwecji (2014–2021)

- Ukraina
  - Prezydent – Petro Poroszenko, prezydenci Ukrainy (od 2014)
  - Premier – 
    1. Wołodymyr Hrojsman, Premierzy Ukrainy (2016–2019)
    2. Ołeksij Honczaruk, Premierzy Ukrainy (2019–2020)

    -  Ługańska Republika Ludowa (państwo nieuznawane)
      - Głowa państwa – Leonid Pasiecznik, Przewodniczący Ługańskiej Republiki Ludowej (od 2017)
      - Premier – Siergiej Kozłow, Premierzy Ługańskiej Republiki Ludowej (od 2015)

    -  Doniecka Republika Ludowa (państwo nieuznawane)
      - Premier – Dienis Puszylin, p.o. Przewodniczącego Donieckiej Republiki Ludowej (od 2018)

- Unia Europejska
  - Prezydencja Rady Unii Europejskiej –
    1. Rumunia (I – VI 2019)
    2. Finlandia (VII – XII 2019)

  - Przewodniczący Rady Europejskiej – 
    1. Donald Tusk (2014–2019)
    2. Charles Michel (od 2019)

  - Przewodniczący Komisji Europejskiej – 
    1. Jean-Claude Juncker (2014–2019)
    2. Ursula von der Leyen (od 2019)

  - Przewodniczący Parlamentu Europejskiego – 
    1. Antonio Tajani (2017–2019)
    2. David Sassoli (2019–2022)

  - Wysoki przedstawiciel Unii do spraw zagranicznych i polityki bezpieczeństwa – 
    1. Federica Mogherini (2014–2019)
    2. Josep Borrell (od 2019)

- Watykan
  - Papież – Franciszek, Suweren Państwa Miasto Watykan (od 2013)
  - Prezydent Gubernatoratu – Giuseppe Bertello, Prezydenci Papieskiej Komisji Państwa Watykańskiego (2011–2021)
  - Stolica Apostolska
    - Sekretarz stanu – Pietro Parolin, Sekretarze stanu Stolicy Apostolskiej (od 2013)

- Węgry
  - Prezydent – János Áder, Prezydent Węgier (2012–2022)
  - Premier – Viktor Orbán, Premierzy Węgier (od 2010)

- Wielka Brytania
  - Król – Elżbieta II, Królowie Zjednoczonego Królestwa (1952–2022)
  - Premier – 
    1. Theresa May, Premierzy Wielkiej Brytanii (2016–2019)
    2. Boris Johnson, Premierzy Wielkiej Brytanii (2019–2022)

  -  Wyspa Man (Dependencja korony brytyjskiej)
    - Gubernator porucznik – Richard Gozney, Gubernatorzy porucznicy Wyspy Man (od 2016)
    - Szef ministrów – Howard Quayle, Premierzy Wyspy Man (od 2016)

  -  Guernsey (Dependencja korony brytyjskiej)
    - Gubernator porucznik – Ian Corder, Gubernatorzy porucznicy Guernsey (od 2016)
    - Baliw – Richard Collas, Baliwowie Guernsey (od 2012)
    - Przewodniczący Komitetu Polityki i Zasobów – Gavin St. Pier, Przewodniczący Komitetu Polityki i Zasobów Guernsey (od 2016)

  -  Jersey (Dependencja korony brytyjskiej)
    - Gubernator porucznik – Stephen Dalton, Gubernatorzy porucznicy Jersey (od 2017)
    - Baliw – William Bailhache, Baliwowie Jersey (od 2015)
    - Szef ministrów – 
      1. Ian Gorst, Szefowie ministrów Jersey (2011–2018)
      2. John Le Fondré, Szefowie ministrów Jersey (od 2018)

  -  Gibraltar (terytorium zamorskie Wielkiej Brytanii)
    - Gubernator – Edward Davis, Gubernatorzy Gibraltaru (2016–2020)
    - Szef ministrów – Fabian Picardo, Szefowie ministrów Gibraltaru (od 2011)

- Włochy
  - Prezydent – Sergio Mattarella, Prezydenci Włoch (od 2015)
  - Premier – Giuseppe Conte, Premierzy Włoch (2018–2021)

## Ameryka Północna
- Anguilla (terytorium zamorskie Wielkiej Brytanii)
  - Gubernator – Tim Foy, Gubernatorzy Anguilli (2017–2021)
  - Szef ministrów – Victor Banks, Szefowie ministrów Anguilli (od 2015)

- Antigua i Barbuda
  - Król – Elżbieta II, Królowie Antigui i Barbudy (1981–2022)
  - Gubernator generalny – Rodney Williams, Gubernatorzy generalni Antigui i Barbudy (od 2014)
  - Premier – Gaston Browne, Premierzy Antigui i Barbudy (od 2014)

- Aruba (samorządny kraj członkowski Królestwa Niderlandów)
  - Gubernator – Alfonso Boekhoudt, Gubernatorzy Aruby (od 2017)
  - Premier – Evelyn Wever-Croes, Premierzy Aruby (od 2017)

- Bahamy
  - Król – Elżbieta II, Królowie Bahamów (1973–2022)
  - Gubernator generalny – 
    1. Marguerite Pindling, Gubernatorzy generalni Bahamów (2014–2019)
    2. Cornelius A. Smith, Gubernatorzy generalni Bahamów (od 2019)

  - Premier – Hubert Minnis, Premierzy Bahamów (2017–2021)

- Barbados
  - Król – Elżbieta II, Królowie Barbadosu (1966–2021)
  - Gubernator generalny – Sandra Mason, Gubernator generalny Barbadosu (2018–2021)
  - Premier – Mia Mottley, Premierzy Barbadosu (od 2018)

- Belize
  - Król – Elżbieta II, Królowie Belize (1981–2022)
  - Gubernator generalny – Colville Young, Gubernatorzy generalni Belize (1993–2021)
  - Premier – Dean Barrow, Premierzy Belize (2008–2020)

- Bermudy (terytorium zamorskie Wielkiej Brytanii)
  - Gubernator – John Rankin, Gubernatorzy Bermudów (od 2016)
  - Premier – E. David Burt, Premierzy Bermudów (od 2017)

- Brytyjskie Wyspy Dziewicze (terytorium zamorskie Wielkiej Brytanii)
  - Gubernator – Gus Jaspert, Gubernatorzy Brytyjskich Wysp Dziewiczych (2017–2021)
  - Premier – 
    1. Orlando Smith, Premierzy Brytyjskich Wysp Dziewiczych (2011–2019)
    2. Andrew Fahie, Premierzy Brytyjskich Wysp Dziewiczych (od 2019)

- Curaçao (samorządny kraj członkowski Królestwa Niderlandów)
  - Gubernator – Lucille George-Wout, Gubernatorzy Curaçao (od 2013)
  - Premier – Eugene Rhuggenaath, Premierzy Curaçao (od 2017)

- Dominika
  - Prezydent – Charles Savarin, Prezydenci Dominiki (2013–2023)
  - Premier – Roosevelt Skerrit, Premierzy Dominiki (od 2004)

- Dominikana
  - Prezydent – Danilo Medina, Prezydenci Dominikany (2012–2020)

- Grenada
  - Król – Elżbieta II, Królowie Grenady (1974–2022)
  - Gubernator generalny – Cécile La Grenade, Gubernatorzy generalni Grenady (od 2013)
  - Premier – Keith Mitchell, Premierzy Grenady (od 2013)

- Grenlandia (autonomiczne terytorium Królestwa Danii)
  - Wysoki komisarz – Mikaela Engell, Wysocy komisarze Grenlandii (od 2011)
  - Premier – Kim Kielsen, Premierzy Grenlandii (2014–2021)

- Gwadelupa (departament zamorski Francji)
  - Prefekt – Éric Maire, Prefekci Gwadelupy (od 2017)
  - Przewodniczący Rady Departamentalnej – Josette Borel-Lincertin, Przewodniczący Rady Departamentalnej Gwadelupy (od 2015)
  - Przewodniczący Rady Regionalnej – Ary Chalus, Przewodniczący Rady Regionalnej Gwadelupy (od 2015)

- Gwatemala
  - Prezydent – Jimmy Morales, Prezydenci Gwatemali (2016–2020)

- Haiti
  - Prezydent – Jovenel Moïse, Prezydenci Haiti (2017–2021)
  - Premier – 
    1. Jean-Henry Céant, Premierzy Haiti (2018–2019)
    2. Jean-Michel Lapin, P.o. premiera Haiti (2019)
    3. Fritz William Michel, Premierzy Haiti (2019–2020)

- Honduras
  - Prezydent – Juan Orlando Hernández, Prezydenci Hondurasu (2014–2022)

- Jamajka
  - Król – Elżbieta II, Królowie Jamajki (1962–2022)
  - Gubernator generalny – Patrick Linton Allen, Gubernatorzy generalni Jamajki (od 2009)
  - Premier – Andrew Holness, Premierzy Jamajki (od 2016)

- Kajmany (terytorium zamorskie Wielkiej Brytanii)
  - Gubernator – Helen Kilpatrick, Gubernatorzy Kajmanów (od 2013)
  - Premier – Alden McLaughlin, Premierzy Kajmanów (od 2013)

- Kanada
  - Król – Elżbieta II, Królowie Kanady (1952–2022)
  - Gubernator generalny – Julie Payette, Gubernatorzy generalni Kanady (2017–2021)
  - Premier – Justin Trudeau, Premierzy Kanady (od 2015)

- Kostaryka
  - Prezydent – Carlos Alvarado Quesada, Prezydenci Kostaryki (2018–2022)

- Kuba
  - Pierwszy sekretarz KPK – Raúl Castro, Pierwsi sekretarze Komunistycznej Partii Kuby (2011–2021)
  - Przewodniczący Rady Państwa – Miguel Díaz-Canel, Przewodniczący Rady Państwa Republiki Kuby (2018–2019)
  - Prezydent – Miguel Díaz-Canel, Prezydenci Kuby (od 2019)
  - Premier – 
    1. Miguel Díaz-Canel, Premierzy Kuby (2018–2019)
    2. Manuel Marrero Cruz, Premierzy Kuby (od 2019)

- Martynika (departament zamorski Francji)
  - Prefekt – Franck Robine, Prefekci Martyniki (od 2017)
  - Przewodniczący Rady Wykonawczej – Alfred Marie-Jeanne, Przewodniczący Rady Wykonawczej Martyniki (od 2015)
  - Przewodniczący Zgromadzenia Martyniki – Claude Lise, Przewodniczący Zgromadzenia Martyniki (od 2015)

- Meksyk
  - Prezydent – Andrés Manuel López Obrador, Prezydenci Meksyku (od 2018)

- Montserrat (terytorium zamorskie Wielkiej Brytanii)
  - Gubernator – Andrew Pearce, Gubernatorzy Montserratu (od 2018)
  - Premier – 
    1. Donaldson Romeo, Premierzy Montserratu (2014–2019)
    2. Easton Taylor-Farrell, Premierzy Montserratu (od 2019)

- Nikaragua
  - Prezydent – Daniel Ortega, Prezydenci Nikaragui (od 2007)

- Panama
  - Prezydent – 
    1. Juan Carlos Varela, Prezydenci Panamy (2014–2019)
    2. Laurentino Cortizo, Prezydenci Panamy (od 2019)

- Saint-Barthélemy (wspólnota zamorska Francji)
  - Prefekt – Anne Laubies, Prefekci Saint Barthélemy (od 2015)
  - Przewodniczący Rady Terytorialnej – Bruno Magras, Przewodniczący Rady Terytorialnej Saint Barthélemy (od 2007)

- Saint Kitts i Nevis
  - Król – Elżbieta II, Królowie Saint Kitts i Nevis (1983–2022)
  - Gubernator generalny – Samuel Weymouth Tapley Seaton, Gubernatorzy generalni Saint Kitts i Nevis (od 2015)
  - Premier – Timothy Harris, Premierzy Saint Kitts i Nevis (od 2015)

- Saint Lucia
  - Król – Elżbieta II, Królowie Saint Lucia (1979–2022)
  - Gubernator generalny – Neville Cenac, Gubernatorzy generalni Saint Lucia (od 2018)
  - Premier – Allen Chastanet, Premierzy Saint Lucia (2016–2021)

- Saint-Martin (wspólnota zamorska Francji)
  - Prefekt – Anne Laubies, Prefekci Saint-Martin (od 2015)
  - Przewodniczący Rady Terytorialnej – Daniel Gibbs, Przewodniczący Rady Terytorialnej Saint-Martin (od 2017)

- Saint-Pierre i Miquelon (wspólnota zamorska Francji)
  - Prefekt – Henri Jean, Prefekci Saint-Pierre i Miquelon (od 2016)
  - Przewodniczący Rady Terytorialnej – Stéphane Artano, Przewodniczący Rady Terytorialnej Saint-Pierre i Miquelon (od 2006)

- Saint Vincent i Grenadyny
  - Król – Elżbieta II, Królowie Saint Vincent i Grenadyn (1979–2022)
  - Gubernator generalny – 
    1. Frederick Ballantyne, Gubernatorzy generalni Saint Vincent i Grenadyn (2002–2019)
    2. Susan Dougan, Gubernatorzy generalni Saint Vincent i Grenadyn (od 2019)

  - Premier – Ralph Gonsalves, Premierzy Saint Vincent i Grenadyn (od 2001)

- Salwador
  - Prezydent – 
    1. Salvador Sánchez Cerén, Prezydenci Salwadoru (2014–2019)
    2. Nayib Bukele, Prezydenci Salwadoru (od 2019)

- Sint Maarten (samorządny kraj członkowski Królestwa Niderlandów)
  - Gubernator – Eugene Holiday, Gubernatorzy Sint Maarten (od 2010)
  - Premier – Leona Marlin-Romeo, Premierzy Sint Maarten (od 2018)

- Stany Zjednoczone
  - Prezydent – Donald Trump, Prezydenci Stanów Zjednoczonych (2017–2021)
  -  Portoryko (Terytorium zorganizowane o statusie wspólnoty Stanów Zjednoczonych Ameryki)
    - Gubernator –

    1. Ricardo Rosselló, Gubernatorzy Portoryko (2017–2019)
    2. Pedro Pierluisi, Gubernatorzy Portoryko (2019)
    3. Wanda Vázquez Garced, Gubernatorzy Portoryko (2019–2021)

  -  Wyspy Dziewicze Stanów Zjednoczonych (Nieinkorporowane terytorium zorganizowane Stanów Zjednoczonych Ameryki)
    - Gubernator – Kenneth Mapp, Gubernatorzy Wysp Dziewiczych Stanów Zjednoczonych (od 2015)

- Trynidad i Tobago
  - Prezydent – Paula-Mae Weekes, Prezydenci Trynidadu i Tobago (od 2018)
  - Premier – Keith Rowley, Premierzy Trynidadu i Tobago (od 2015)

- Turks i Caicos (terytorium zamorskie Wielkiej Brytanii)
  - Gubernator – 
    1. John Freeman, Gubernatorzy Turks i Caicos (2016–2019)
    2. Nigel Dakin, Gubernatorzy Turks i Caicos (od 2019)

  - Premier – Sharlene Cartwright-Robinson, Premierzy Turks i Caicos (od 2016)

## Ameryka Południowa
- Argentyna
  - Prezydent – 
    1. Mauricio Macri, prezydenci Argentyny (2015–2019)
    2. Alberto Fernández, prezydenci Argentyny (od 2019)

- Boliwia
  - Prezydent – 
    1. Evo Morales, Prezydenci Boliwii (2006–2019)
    2. Jeanine Áñez, Prezydenci Boliwii (2019–2020)

- Brazylia
  - Prezydent – 
    1. Michel Temer, Prezydenci Brazylii (2016–2019)
    2. Jair Bolsonaro, Prezydenci Brazylii (od 2019)

- Chile
  - Prezydent – Sebastián Piñera, Prezydenci Chile (2018–2022)

- Ekwador
  - Prezydent – Lenín Moreno, Prezydenci Ekwadoru (2017–2021)

- Falklandy (terytorium zamorskie Wielkiej Brytanii)
  - Gubernator – Nigel Phillips, Gubernatorzy Falklandów (od 2017)
  - Szefowie Rady Wykonawczej – Barry Rowland, Szefowie Rady Wykonawczej Falklandów (od 2016)

- Georgia Południowa i Sandwich Południowy (terytorium zamorskie Wielkiej Brytanii)
  - Komisarz – Colin Roberts, Komisarze Georgii Południowej i Sandwicha Południowego (od 2014)
  - Starszy naczelnik – James Jansen, Starsi naczelnicy Georgii Południowej i Sandwicha Południowego (od 2015)

- Gujana
  - Prezydent – David Granger, Prezydenci Gujany (2015–2020)
  - Premier – Moses Nagamootoo, Premierzy Gujany (2015–2020)

- Gujana Francuska (departament zamorski Francji)
  - Prefekt – 
    1. Martin Jaeger, Prefekci Gujany Francuskiej (2016–2019)
    2. Marc Del Grande, Prefekci Gujany Francuskiej (2019–2020)

  - Przewodniczący Zgromadzenia Gujany – Rodolphe Alexandre, Przewodniczący Zgromadzenia Gujany (od 2015)

- Kolumbia
  - Prezydent – Iván Duque Márquez, prezydenci Kolumbii (2018–2022)

- Paragwaj
  - Prezydent – Mario Abdo Benítez, Prezydenci Paragwaju (2018–2023)

- Peru
  - Prezydent – Martín Vizcarra, prezydenci Peru (2018–2020)
  - Premier – 
    1. César Villanueva, Premierzy Peru (2018–2019)
    2. Salvador del Solar, Premierzy Peru (2019)
    3. Vicente Zeballos, Premierzy Peru (2019–2020)

- Surinam
  - Prezydent – Dési Bouterse, Prezydenci Surinamu (2010–2020)

- Urugwaj
  - Prezydent – Tabaré Vázquez, Prezydenci Urugwaju (2015–2020)

- Wenezuela
  - Prezydent – Nicolás Maduro, Prezydenci Wenezueli (od 2013)

## Australia i Oceania
- Australia
  - Król – Elżbieta II, Królowie Australii (1952–2022)
  - Gubernator generalny – 
    1. Peter Cosgrove, Gubernatorzy generalni Australii (2014–2019)
    2. David Hurley, Gubernatorzy generalni Australii (od 2019)

  - Premier – Scott Morrison, Premierzy Australii (od 2018)
  -  Wyspa Bożego Narodzenia (terytorium zewnętrzne Australii)
    - Administrator – Barry Haase, Administratorzy Wyspy Bożego Narodzenia (od 2014)
    - Przewodniczący Rady – Gordon Thomson, Przewodniczący Rady Wyspy Bożego Narodzenia (od 2013)

  -  Wyspy Kokosowe (terytorium zewnętrzne Australii)
    - Administrator – Barry Haase, Administratorzy Wysp Kokosowych (od 2014)
    - Przewodniczący Rady – Balmut Pirus, Przewodniczący Rady Wysp Kokosowych (od 2015)

  -  Norfolk (terytorium zewnętrzne Australii)
    - Administrator – Eric Hutchinson, Administratorzy Norfolku (od 2017)
    - Dyrektor Wykonawczy – Peter Gesling, Dyrektorzy wykonawczy Norfolku (od 2015)

- Fidżi
  - Prezydent – George Konrote, Prezydenci Fidżi (2015–2021)
  - Premier – Frank Bainimarama, Premierzy Fidżi (od 2007)

- Guam (nieinkorporowane terytorium zorganizowane Stanów Zjednoczonych Ameryki)
  - Gubernator – 
    1. Eddie Calvo, Gubernatorzy Guamu (2011–2019)
    2. Lou Leon Guerrero, Gubernatorzy Guamu (od 2019)

- Kiribati
  - Prezydent – Taneti Mamau, Prezydenci Kiribati (od 2016)

- Mariany Północne (nieinkorporowane terytorium zorganizowane Stanów Zjednoczonych Ameryki)
  - Gubernator – Ralph Torres, Gubernatorzy Marianów Północnych (od 2015)

- Mikronezja
  - Prezydent – 
    1. Peter M. Christian, Prezydenci Mikronezji (2015–2019)
    2. David W. Panuelo, Prezydenci Mikronezji (od 2019)

- Nauru
  - Prezydent – 
    1. Baron Divavesi Waqa, Prezydenci Nauru (2013–2019)
    2. Lionel Aingimea, Prezydenci Nauru (od 2019)

- Nowa Kaledonia (wspólnota sui generis Francji)
  - Wysoki komisarz – 
    1. Thierry Lataste, Wysocy Komisarze Nowej Kaledonii (2016–2019)
    2. Laurent Prévost, Wysocy Komisarze Nowej Kaledonii (od 2019)

  - Przewodniczący rządu – 
    1. Philippe Germain, Przewodniczący rządu Nowej Kaledonii (2015–2019)
    2. Thierry Santa, Przewodniczący rządu Nowej Kaledonii (2019–2021)

- Nowa Zelandia
  - Król – Elżbieta II, Królowie Nowej Zelandii (1952–2022)
  - Gubernator generalny – Patsy Reddy, Gubernatorzy generalni Nowej Zelandii (2016–2021)
  - Premier – Jacinda Ardern, Premierzy Nowej Zelandii (od 2017)
  -  Wyspy Cooka (terytorium stowarzyszone Nowej Zelandii)
    - Wysoki Komisarz – Peter Marshall, Wysocy Komisarze Wysp Cooka (od 2015)
    - Przedstawiciel Królowej – Tom Marsters, Przedstawiciele Królowej na Wyspach Cooka (od 2013)
    - Premier – Henry Puna, Premierzy Wysp Cooka (od 2010)

  -  Niue (terytorium stowarzyszone Nowej Zelandii)
    - Wysoki Komisarz – Ross Ardern, Wysocy Komisarze Niue (od 2014)
    - Premier – Toke Talagi, Premierzy Niue (2008–2020)

  -  Tokelau (terytorium zależne Nowej Zelandii)
    - Administrator – Brook Barrington, P.o. Administratora Tokelau (od 2017)
    - Szef rządu – Siopili Perez, Szefowie rządu Tokelau (od 2017)

- Palau
  - Prezydent – Tommy Remengesau, Prezydenci Palau (2013–2021)

- Papua-Nowa Gwinea
  - Król – Elżbieta II, Królowie Papui-Nowej Gwinei (1975–2022)
  - Gubernator generalny – Bob Dadae, Gubernatorzy generalni Papui-Nowej Gwinei (od 2017)
  - Premier – 
    1. Peter O’Neill, Premierzy Papui-Nowej Gwinei (2011–2019)
    2. James Marape, Premierzy Papui-Nowej Gwinei (od 2019)

- Pitcairn (terytorium zamorskie Wielkiej Brytanii)
  - Gubernator – Jonathan Sinclair, Gubernatorzy Pitcairn (od 2014)
  - Burmistrz – Shawn Christian, Burmistrzowie Pitcairn (od 2014)

- Polinezja Francuska (wspólnota zamorska Francji)
  - Wysoki Komisarz – René Bidal, Wysocy komisarze Polinezji Francuskiej (od 2016)
  - Prezydent – Édouard Fritch, Prezydenci Polinezji Francuskiej (od 2014)

- Samoa
  - Głowa państwa – Tuimalealiʻifano Vaʻaletoa Sualauvi II, O le Ao o le Malo Samoa (od 2017)
  - Premier – Tuilaʻepa Sailele Malielegaoi, Premierzy Samoa (1998–2021)

- Samoa Amerykańskie (nieinkorporowane terytorium niezorganizowane Stanów Zjednoczonych Ameryki)
  - Gubernator – Lolo Matalasi Moliga, Gubernatorzy Samoa Amerykańskiego (od 2013)

- Tonga
  - Król – Tupou VI, Królowie Tonga (od 2012)
  - Premier – 
    1. ʻAkilisi Pohiva, Premierzy Tonga (2014–2019)
    2. Semisi Sika, P.o. premiera Tonga (2019)
    3. Pōhiva Tuʻiʻonetoa, Premierzy Tonga (2019–2021)

- Tuvalu
  - Król – Elżbieta II, Królowie Tuvalu (1978–2022)
  - Gubernator generalny – 
    1. Iakoba Italeli, Gubernatorzy generalni Tuvalu (2010–2019)
    2. Teniku Talesi Honolulu, P.o. gubernatora generalnego Tuvalu (2019–2021)

  - Premier – Enele Sopoaga, Premierzy Tuvalu (od 2013)

- Vanuatu
  - Prezydent – Tallis Obed Moses, Prezydenci Vanuatu (od 2017)
  - Premier – Charlot Salwai, Premierzy Vanuatu (od 2016)

- Wallis i Futuna (wspólnota zamorska Francji)
  - Administrator – Jean-Francis Treffel, Administratorzy Wallis i Futuny (2017–2021)
  - Przewodniczący Zgromadzenia Terytorialnego – David Vergé, Przewodniczący Zgromadzenia Terytorialnego Wallis i Futuny (od 2017)

- Wyspy Marshalla
  - Prezydent – Hilda Heine, Prezydenci Wysp Marshalla (2016–2020)

- Wyspy Salomona
  - Król – Elżbieta II, Królowie Wysp Salomona (1978–2022)
  - Gubernator generalny – 
    1. Frank Kabui, Gubernatorzy generalni Wysp Salomona (2009–2019)
    2. David Vunagi, Gubernatorzy generalni Wysp Salomona (od 2019)

  - Premier – 
    1. Rick Houenipwela, Premierzy Wysp Salomona (2017–2019)
    2. Manasseh Sogavare, Premierzy Wysp Salomona (od 2019)